# Bolesław Strzelecki
Bolesław Strzelecki (ur. 10 czerwca 1896 w Poniemoniu, zm. 2 maja 1941 w KL Auschwitz) – błogosławiony Kościoła katolickiego, męczennik II wojny światowej, polski duchowny katolicki.
Ukończył Wyższe Seminarium Duchowne w Sandomierzu i tam otrzymał 21 grudnia 1918 święcenia kapłańskie. Pracował w Ostrowcu Świętokrzyskim i Radomiu. Był prefektem szkół radomskich, rektorem kościoła Św. Trójcy i proboszczem parafii Najświętszego Serca Jezusowego (Glinice). Był działaczem charytatywnym. Został aresztowany w styczniu 1941 za pomoc udzielaną jeńcom wojennymi. Wywieziono go do hitlerowskiego obozu koncentracyjnego Auschwitz. Zmarł po pobiciu kijem dębowym przez vorarbeitera (niem.) Nitasa.
Beatyfikował go papież Jan Paweł II 13 czerwca 1999 w Warszawie w grupie 108 błogosławionych męczenników.